# Amtsgericht Schrobenhausen
Das Amtsgericht Schrobenhausen war ein von 1879 bis 1973 bestehendes bayerisches Gericht der ordentlichen Gerichtsbarkeit mit Sitz in der Stadt Schrobenhausen.

## Geschichte
Anlässlich der Einführung des Gerichtsverfassungsgesetzes am 1. Oktober 1879 wurde ein Amtsgericht zu Schrobenhausen errichtet, dessen Sprengel aus dem vorherigen Landgerichtsbezirk Schrobenhausen gebildet wurde. Es umfasste daher die Gemeinden Adelshausen, Alberzell, Aresing, Berg im Gau, Brunnen, Deimhausen, Diepoltshofen, Edelshausen, Freinhausen, Gachenbach, Gerolsbach, Grimolzhausen, Hirschenhausen, Hohenried, Hohenwart, Hörzhausen, Klenau, Klosterberg, Koppenbach, Langenmoosen, Lauterbach, Malzhausen, Mühlried, Peutenhausen, Pobenhausen, Rettenbach, Sandizell, Sattelberg, Schrobenhausen, Seibersdorf, Singenbach, Steingriff, Strobenried, Volkersdorf, Waidhofen, Wangen, Weichenried, Weilach und Weilenbach umfasste.
Am 1. August 1927 wurde die Gemeinde Volkersdorf vom Amtsgerichtsbezirk Schrobenhausen abgetrennt und dem Amtsgerichtsbezirk Pfaffenhofen zugeteilt.
Übergeordnete Instanz war bis zum 1. April 1932 das Landgericht Neuburg an der Donau im Oberlandesgerichtsbezirk Augsburg, danach das Landgericht Augsburg im Oberlandesgerichtsbezirk München.
Als das Gesetz über die Organisation der ordentlichen Gerichte im Freistaat Bayern (GerOrgG) am 1. Juli 1973 in Kraft trat, wurde das Amtsgericht Schrobenhausen aufgehoben und sein Bezirk wie folgt aufgeteilt:
- die Gemeinden Alberzell, Freinhausen, Gerolsbach, Hirschenhausen, Hohenwart, Klenau, Klosterberg, Koppenbach, Seibersdorf, Singenbach, Strobenried und Weichenried kamen als Bestandteil des neuen Landkreises Pfaffenhofen an der Ilm zum Amtsgericht Pfaffenhofen an der Ilm,
- die Gemeinde Grimolzhausen wurde, da zum Landkreis Aichach-Friedberg gehörend, dem Amtsgericht Aichach zugewiesen
- und die restlichen Gemeinden wurden als Teil des nunmehrigen Landkreises Neuburg-Schrobenhausen dem Amtsgericht Neuburg an der Donau zugewiesen.